# IC 2673
IC 2673 — галактика типу Sc     R () у сузір'ї Лев.
Цей об'єкт міститься в оригінальній редакції індексного каталогу.